# Andrea Scutellari
Andrea Scutellari (Viadana, 1560 – ...) è stato un pittore italiano.

## Biografia
Noto come Andrea da Viadana, era attivo a Cremona e nella nativa Viadana, lavorando al fianco del fratello Francesco.
Apprese nozioni di disegno dallo zio Francesco e perfezionò l'arte col pittore cremonese Bernardino Campi.
Andrea dipinse un'Annunziata (1588) per la chiesa di Sant'Agata di Cremona.